# AS.34 Kormoran
El AS.34 Kormoran es un misil antibuque de fabricación alemana. El Kormoran utiliza un sistema de guiado inercial durante la fase intermedia, cambiado a radar activo durante la fase terminal de ataque. Porta una cabeza explosiva de 165 kg con espoleta retardada, diseñada para una penetración de 90 mm antes de la detonación. Su alcance máximo es de 23 km.
El desarrollo del Kormoran comenzó en 1962 y fue producido por Messerschmitt-Bolkow-Blohm (MBB), actualmente parte de EADS. El misil originalmente fue diseñado para misiones de ataque antibuqe en aguas costeras, sin embargo también ofrece una capacidad secundaria para ataque a tierra. Se produjeron 350 Kormoran 1 y fue desplegado en los cazabombarderos F-104G Starfighter y Panavia Tornado.
El AS.34 Kormoran 2 es una versión mejorada del cuyo desarrollo comenzó en 1983, las primeras pruebas de lanzamiento tuvieron lugar a principios de 1986. Este modelo dispone de una cabeza de guerra mejorada, electrónica completamente digital, un localizador por radar activo mejorado, una mayor resistencia a contramedidas electrónicas, un cohete impulsor más potente, mayor alcance, selección del blanco automatizada mejorada, y capacidad de lanzamiento múltiple.
Aunque sigue usando la misma estructura básica del Kormoran 1, el Kormoran 2 tiene un mayor alance (35 km) y una cabeza explosiva más pesada (220 kg). Las pruebas finalizaron en 1987, y la versión 2 del misil entró en servicio con la Marina Alemana en 1991. Se produjeron aproximadamente 140 misiles para Alemania. Este misil actualmente está en servicio con la Luftwaffe alemana y con la Fuerza Aérea Italiana.